# Erzsébet szász királyi hercegnő
Mária Erzsébet Maximiliána szász királyi hercegnő (Prinzessin Maria Elisabeth Maximiliana Ludovika Amalie Franziska Sophia Leopoldine Anna Baptista Xaveria Nepomucena von Sachsen) (Drezda, Szász Királyság, 1830. február 4. – Stresa, Piemont, 1912. augusztus 14.), a Wettin-házból származó szász királyi hercegnő (Prinzessin von Sachsen), I. János szász király leánya, I. Ferenc József császár és Erzsébet császárné unokanővére. Házassága révén Savoya–Carignani hercegné, később Genova hercegnéje (Duchessa di Genova), Savoyai Margit olasz királyné anyja.

## Élete

### Származása, testvérei
Mária Erzsébet királyi hercegnő 1830-ban született Drezdában, a Szász Királyság fővárosában. Édesapja a Wettin-ház Albert-ágából származó János Nepomuk szász koronaherceg (1801–1873) volt, 1854-től I. János néven Szászország királya, Miksa szász királyi herceg (1759–1838) és Karolina Mária Bourbon–parmai hercegnő (1770–1804) harmadik, legifjabb fia. Apja a legősibb német uralkodó család, a szász Wettin dinasztiából származott, amely a mai Szászország, Szász-Anhalt és Türingia területét uralta.
Édesanyja Amália Auguszta bajor királyi hercegnő (1801–1877) volt, I. Miksa bajor királynak és második feleségének, az evangélikus vallású Karolina Friderika Vilma badeni hercegnőnek (1776–1841) leánya, I. Lajos bajor király féltestvére, I. Ferenc József császár és Erzsébet császárné nagynénje.
A házaspár kilenc gyermeke közül Erzsébet hercegnő volt a harmadik. A testvérek (ranguk szerint szász királyi hercegek és hercegnők):
- Mária (Marie) Auguszta Friderika (1827–1857).
- Albert (1828–1902), 1873-tól I. Albert néven Szászország királya.
- Mária Erzsébet (Elisabeth) Maximiliána (1830–1912), aki először Savoya–Carignani Ferdinánd szárd–piemonti herceghez, majd Niccolo Rapalló márkihoz ment feleségül.
- Ernő (Ernst) (1831–1847).
- György (Georg) (1832–1904), 1902-től I. György néven Szászország királya. 1859-ben feleségül vette Mária Anna portugál infánsnőt (1843–1884).
- Mária Szidónia (Sidonie) (1834–1862).
- Anna Mária (1836–1859), aki 1856-ban IV. Ferdinándhoz (1835–1908), a Toszkánai Nagyhercegség utolsó uralkodójához ment feleségül.
- Margit Karolina (1840–1858), Károly Lajos főherceg (1833–1896) első felesége.
- Zsófia (Sophie) Mária (1845–1867), aki Károly Tivadar bajor herceghez (1839–1909), Erzsébet császárné öccséhez ment feleségül.

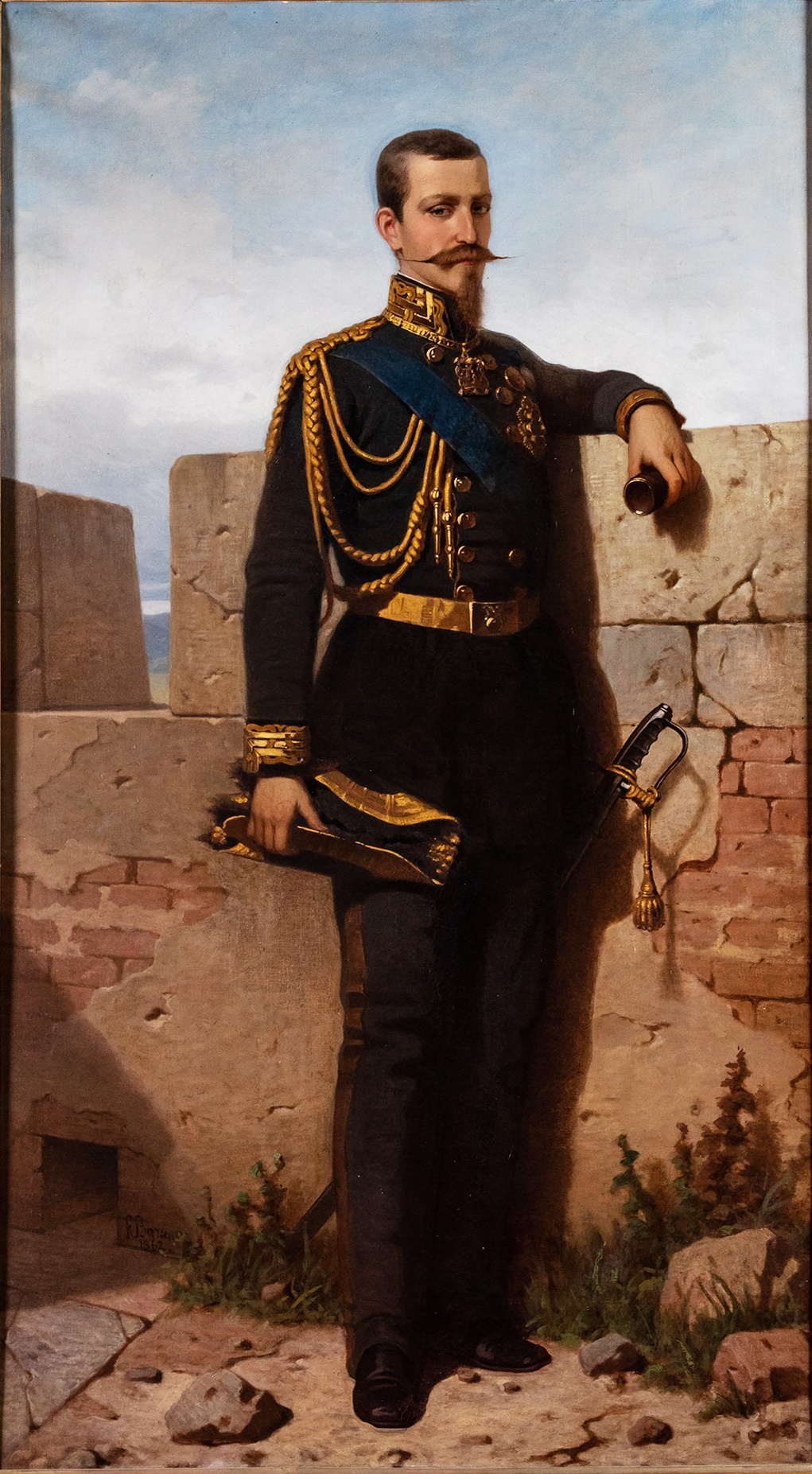
Ferdinánd, Genova 1. hercege

### Első házassága
1850. április 22-én a 20 éves Mária Erzsébet Maximiliána hercegnő Drezdában házasságot kötött a Savoyai-ház carignani ágából származó Ferdinánd (Ferdinando) Mária Albert Amadé szárd királyi herceggel (1822–1855), Genova első hercegével, az 1848-ban lemondott és emigrációban elhunyt Károly Albert szárd–piemonti király (1798–1849) és Habsburg–Toscanai Mária Terézia Franciska főhercegnő (1801–1855) második fiával, II. Viktor Emánuel szárd–piemonti király öccsével.
Házasságukból két gyermek született:
- Mária Margit Terézia királyi hercegnő (1851–1926), aki 1868-ban I. Umbertó olasz királyhoz (1844–1900) ment feleségül.
- Tamás Albert Viktor királyi herceg (1854–1931), Genova 2. hercege, aki 1883-ban Izabella Mária Erzsébet bajor királyi hercegnőt (1863–1924), I. Lajos bajor király egyik unokáját, Adalbert Vilmos herceg leányát vette feleségül.

Genova hercegének örökletes címét még Károly Albert király alapította 1831-ben, trónra lépésének évében, saját másodszülött fia, Ferdinánd herceg számára. Ferdinánd herceg az 1848–49-es sikertelen egyesítési háborúban apjának hadseregében szolgált tábornokaként. A szicíliai forradalom győzelme után felajánlották neki a nápoly–szicíliai királyi koronát, de az északi frontokon az osztrákoktól elszenvedett harctéri vereségek hatására lemondott erről. Egészsége megrendült, és később sem állt helyre, házasságkötése után is sokat betegeskedett. Bátyja, II. Viktor Emánuel király a krími háború idején őt akarta kinevezni a szárd–piemonti segédcsapatok parancsnokává, de gyenge egészsége miatt ezt is el kellett hárítania.
Házasságának ötödik évében, 1855. február 10-én Ferdinánd, Genova 32 éves hercege elhunyt. Erzsébet Maximiliána hercegné 25 évesen megözvegyült. Genova hercegének címét egyesztendős fia, Tamás (Tommaso) herceg örökölte.

### Második házassága
Férjének korai halála után másfél évvel, 1856. október 4-én a fiatal hercegnő másodszor is férjhez ment. Rangon aluli házasságot kötött Agliè) egy olasz arisztokratával, Nicolo Giuseppe Effisióval (1825–1912), Rapallo márkijával (Marchese di Rapallo). Az esküvőt a piemonti Agliè városában tartották. A kortársak boldognak írták le a házasságot annak ellenére, hogy az végül gyermektelen maradt.
Anyai nagynénjével, Erzsébet Ludovika bajor királyi hercegnővel (1801–1873), IV. Frigyes Vilmos porosz király feleségével 1841–1859 között élénk levelezésben állt, amely ma a Drezdai Tartományi Főlevéltárban (Hauptstaatsarchiv Dresden) megtalálható.

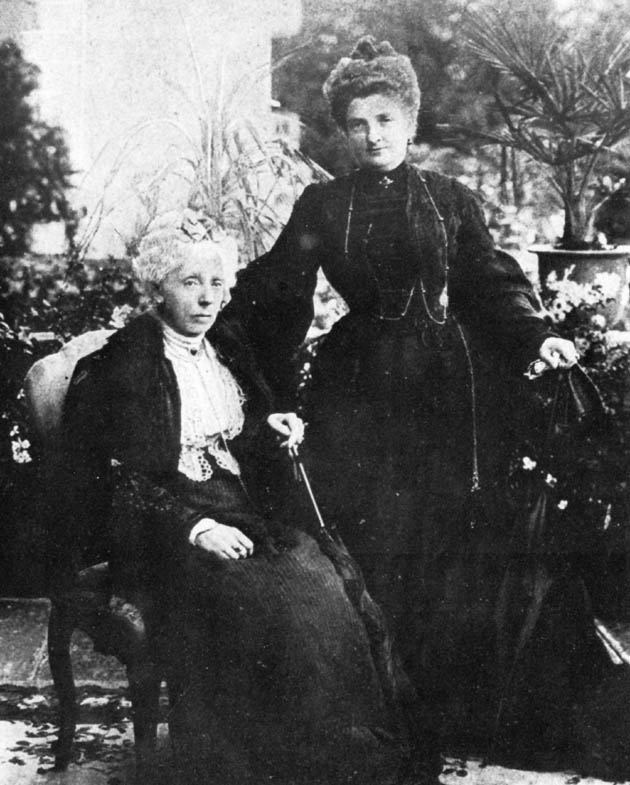
Az idős Erzsébet hercegné leányával, Margit királynéval, Agliè kastélyában.

Életének további részében számos politikai és családi fordulatot élt át. Az 1859-ben lezajlott szárd–francia–osztrák háború nyomán sógora, II. Viktor Emánuel 1861-ben az egyesített Olaszország királya lett, végleg megfosztva birtokaiktól az itáliai Habsburg fejedelmeket, köztük IV. Ferdinánd toszkánai nagyherceget is, Erzsébet hercegné másik sógorát, húgának Anna Mária szász hercegnőnek özvegyét. 1868-ban Erzsébet leánya, Margit Terézia királyi hercegnő feleségül ment Umbertó trónörökös herceghez, aki 1878-ban apjának, II. Viktor Emánuelnek halála után I. Umbertó néven Olaszország második királya lett.
1873-ban édesapja, I. János szász király elhunyt, koronáját Erzsébet hercegnő bátyja, I. Albert örökölte. Őt 1902-ben öccsük, I. György követte, de 1904-ben ő is meghalt, és Erzsébet unokaöccse, III. Frigyes Ágost lépett Szászország trónjára. Vejét, I. Umbertó olasz királyt 1900-ban egy merénylő meggyilkolta, Olaszország trónját Erzsébet unokája, III. Viktor Emánuel (1869–1947) örökölte.
Mária Erzsébet Maximiliána hercegnő, Genova özvegy hercegnéje, Rapallo márkinéja minden testvérét túlélte. 82 éves korában, 1912. augusztus 14-én hunyt el a Lago Maggiore partján fekvő Stresában.

## Lásd még
- Casa di Savoya–Genova (a Savoya–Carignai ház genovai ága, olaszul).